# Juha Rehula
Juha Tapani Rehula, född 3 juni 1963 i Hollola, är en finländsk politiker (Centern). Han var Finlands social- och hälsovårdsminister i Regeringen Vanhanen II mellan den 24 maj 2010, till 22 juni 2011.
Rehula har varit ledamot av Finlands riksdag sedan den 19 november 1996. Social- och hälsovårdsministern Liisa Hyssälä blev 2010 utnämnd till FPA-chef och efterträddes som minister av Rehula.
Rehula gifte sig 1994 med tullöverinspektör Johanna Marika Lappalainen och paret fick två barn.
Rehula meddelade i samband med sitt ämbetstillträde som minister att han är tveksam till ett totalförbud mot tiggeri.